# Antoinette Rychner
Pour les articles homonymes, voir Rychner.
Antoinette Rychner, née le 17 octobre 1979, est une femme de lettres suisse (neuchâteloise), auteure de pièces de théâtre et de romans.
Son premier roman, Le prix, a reçu le Prix Michel-Dentan 2015 et le Prix suisse de littérature 2016.
Son roman Après le monde est post-apocalyptique et écoféministe,,. Inspiré de collapsologie, il explore la question de la résilience collective après un effondrement.

## Œuvres

### Pièces de théâtre
- La vie pour rire (mis en scène par Robert Sandoz).
- L'enfant, mode d’emploi (mis en scène par Françoise Boillat).
- COking MAma, publié dans La scène aux ados 6 des éditions Lansman, 2009.
- De mémoire d'estomac, Éditions Lansman, 2011 (mis en scène par Robert Sandoz).
- Intimité data storage, Éditions Les solitaires intempestifs, 2013 (mis en scène par Jérôme Richer).
- Arlette, Éditions Les solitaires intempestifs, 2017.
- Pièces de guerre en Suisse, Éditions Les solitaires intempestifs, 2019 (mis en scène par Maya Bösch)[3].

### Récits
- Petite collection d'instants-fossiles, Éditions de l'Hèbe, 2010.
- Lettres au chat, Éditions d'autre part, 2014.
- Devenir pré, Éditions d'autre part, 2016.
- Peu importe où nous sommes, Éditions d'autre part, 2019[3].

### Romans
- Le prix, Éditions Buchet/Chastel, collection « Qui vive », 2015  (ISBN 978-2-283-02841-4).
- Après le monde, Éditions Buchet/Chastel, collection « Qui vive », 2020  (ISBN 978-2-283-03325-8)[4],[5],[6],[7].